# Holothuria argus
Holothuria argus е вид морска краставица от семейство Holothuriidae.

## Разпространение
Видът е разпространен в Индийския океан и западните части на Тихия океан.